# Euploea albaopunctata
Euploea albaopunctata är en fjärilsart som beskrevs av Arnold Pagenstecher 1899. Euploea albaopunctata ingår i släktet Euploea och familjen praktfjärilar. Inga underarter finns listade i Catalogue of Life.